# ハプログループNO (Y染色体)
ハプログループNO (Y染色体)（ハプログループNO (Yせんしょくたい)、系統名称ハプログループNOとは、分子人類学で用いられる、人類のY染色体ハプログループの分類のうち、ハプログループKのサブクレード（細分岐）の一つで、「M214, P188, P192, P193, P194, P195」を分岐指標とする系統である。34.600±4.700 年前(別のソースによると33,000 [30,900 ↔ 35,200]年前あるいは41,500 [37,400 ↔ 45,600]年前）にハプログループK2から誕生した。
ハプログループN、ハプログループOの祖先にあたり、かつこれらを含む。

## 分布

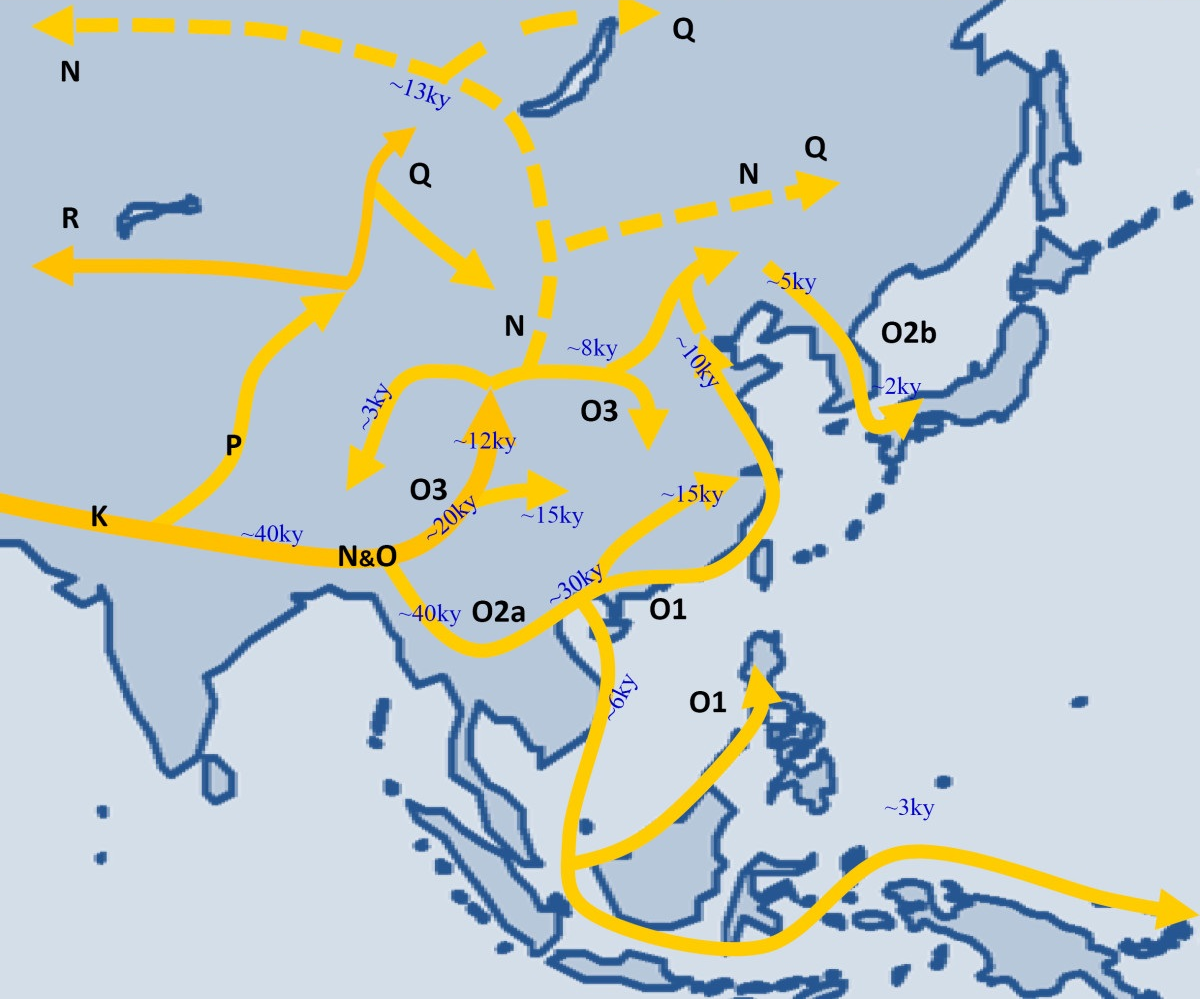
ハプログループNOの移住経路

ハプログループNOのうちハプロググループOにもハプログループN1にも属さないNO-M214(xN1-LLY22g, O-M175)が日本の徳島で5.7%、福岡で3.8%観察されている。また漢民族、プイ族、イ族、マレー人、モンゴル人、ダウール人、エベンキ、朝鮮民族などでもごく低頻度ながら観察される。これはNO*のみならず、N2またはN*の可能性もあり、今後の研究が待たれる。

## 起源地
ハプログループNOの親タイプのK2aのパラグループK2a*は、シベリアのウスト・イシム人（45,000年前）とen:Oase 1（37,000～42,000年前）のみから見つかっている。ハプログループNOの祖先K2aは出アフリカ後北回りで中央アジア・シベリアを経由して東アジアに至り、NOが誕生したと考えられる。